# Furukawa Electric Soccer Club 1973
Questa voce raccoglie le informazioni riguardanti il Furukawa Electric Soccer Club nelle competizioni ufficiali della stagione 1973.

## Stagione
Nella stagione 1973 della Japan Soccer League il Furukawa Electric ebbe un rendimento altalenante che non gli impedirà di portarsi a ridosso delle posizioni medio-alte della classifica, concludendo al quinto posto con il centrocampista Akio Tanabe che ottenne il riconoscimento di uomo assist del campionato. In Coppa dell'Imperatore la squadra superò ai rigori gli studenti dell'Università di Waseda per poi subire, ai quarti di finale, una netta sconfitta nel match contro l'Hitachi.

## Divisa e sponsor
Le divise introdotte nel 1970, di colore giallo e blu, rimangono invariate.
| Manica sinistra · Manica sinistra · Maglietta · Maglietta · Manica destra · Manica destra · Pantaloncini · Calzettoni |

## Rosa
| N. |                     | Ruolo | Calciatore         |
| -- | ------------------- | ----- | ------------------ |
|    | Giappone (bandiera) | P     | Takahiro Yodogawa  |
|    | Giappone (bandiera) | D     | Mitsuo Kamata      |
|    | Giappone (bandiera) | D     | Masakatsu Miyamoto |
|    | Giappone (bandiera) | D     | Eijun Kiyokumo     |
|    | Giappone (bandiera) | C     | Takashi Kuwahara   |
|    | Giappone (bandiera) | C     | Moichi Kiguchi     |
|    | Giappone (bandiera) | C     | Akio Tanabe        |
|    | Giappone (bandiera) | C     | Kozo Kinomoto      |

| N. |                     | Ruolo | Calciatore        |
| -- | ------------------- | ----- | ----------------- |
|    | Giappone (bandiera) | C     | Yasuhiko Okudera  |
|    | Giappone (bandiera) | C     | Kōzō Arai         |
|    | Giappone (bandiera) | A     | Takeo Takahashi   |
|    | Giappone (bandiera) | A     | Yoshikazu Nagai   |
|    | Giappone (bandiera) | A     | Koichi Susa       |
|    | Giappone (bandiera) |       | Takuya Kashiwa    |
|    | Giappone (bandiera) |       | Hiroshige Aoki    |
|    | Giappone (bandiera) |       | Fumiaki Sawaguchi |

## Risultati

### Japan Soccer League

#### Girone di andata
| Tokyo 20 luglio 1973 | Mitsubishi HI | 0 – 2 | Furukawa Electric | (6,000 spett.) |

| Tochigi 29 luglio 1973 | Towa Real Estate | 2 – 0 | Furukawa Electric | (1,500 spett.) |

| Omiya 4 agosto 1973 | Furukawa Electric | 2 – 1 | Tanabe Pharma | (2,000 spett.) |

| Kitakyushu 11 agosto 1973 | Nippon Steel | 3 – 1 | Furukawa Electric | (1,200 spett.) |

| Susono 17 agosto 1973 | Furukawa Electric | 2 – 2 | Toyota Motors | (3,000 spett.) |

| Tokyo 24 agosto 1973 | Furukawa Electric | 3 – 1 | Nippon Kokan | (2,000 spett.) |

| Hiroshima 10 settembre 1973 | Toyo Kogyo | 0 – 0 | Furukawa Electric | (2,000 spett.) |

| Tokyo 17 settembre 1973 | Furukawa Electric | 1 – 3 | Hitachi | (6,000 spett.) |

| Osaka 24 settembre 1973 | Yanmar Diesel | 1 – 2 | Furukawa Electric | (2,000 spett.) |

#### Girone di ritorno
| Tokyo 1º ottobre 1973 | Furukawa Electric | 2 – 4 | Mitsubishi HI | (8,000 spett.) |

| Tokyo 7 ottobre 1973 | Furukawa Electric | 0 – 0 | Yanmar Diesel | (5,000 spett.) |

| Tokyo 14 ottobre 1973 | Hitachi | 2 – 0 | Furukawa Electric | (4,000 spett.) |

| Tokyo 28 ottobre 1973 | Furukawa Electric | 0 – 2 | Toyo Kogyo | (500 spett.) |

| Yokohama 4 novembre 1973 | Nippon Kokan | 5 – 3 | Furukawa Electric | (2,000 spett.) |

| Susono 10 novembre 1973 | Toyota Motors | 1 – 4 | Furukawa Electric | (500 spett.) |

| Tokyo 17 novembre 1973 | Furukawa Electric | 1 – 0 | Nippon Steel | (3,000 spett.) |

| Osaka 23 novembre 1973 | Tanabe Pharma | 0 – 3 | Furukawa Electric | (500 spett.) |

| Tokyo 12 gennaio 1974 | Furukawa Electric | 2 – 1 | Towa Real Estate | (4,000 spett.) |

### Coppa dell'Imperatore
| Yokkaichi 16 dicembre 1973                   | Waseda Daigaku       | 2 – 2 (d.t.s.) | Furukawa Electric |  |
| \| \| \| \| \| \| Tiri di rigore 1 – 3 \| \| |                      |                |                   |  |
|                                              |                      |                |                   |  |
|                                              | Tiri di rigore 1 – 3 |                |                   |  |

| Tokyo 23 dicembre 1973 | Furukawa Electric | 1 – 3 | Hitachi |  |

## Statistiche

### Statistiche di squadra
| Competizione          | Punti | Totale | Totale | Totale | Totale | Totale | Totale | DR |
| Competizione          | Punti | G      | V      | N      | P      | Gf     | Gs     | DR |
| --------------------- | ----- | ------ | ------ | ------ | ------ | ------ | ------ | -- |
| Japan Soccer League   | 21    | 18     | 9      | 3      | 6      | 31     | 27     | +4 |
| Coppa dell'Imperatore | -     | 2      | 0      | 1      | 1      | 3      | 5      | -2 |
| Totale                | -     | 20     | 9      | 4      | 7      | 34     | 32     | +2 |

### Statistiche dei giocatori
| Giocatore    | JSL      | JSL  | Coppa dell'Imperatore | Coppa dell'Imperatore | Totale   | Totale |
| Giocatore    | Presenze | Reti | Presenze              | Reti                  | Presenze | Reti   |
| ------------ | -------- | ---- | --------------------- | --------------------- | -------- | ------ |
| K. Arai      | 17       | 2    | ?                     | 0                     | 17+      | 2      |
| M. Kamata    | 3        | 0    | ?                     | 0                     | 3+       | 0      |
| T. Kashiwa   | ?        | 4    | ?                     | 0                     | ?        | 4      |
| M. Kiguchi   | ?        | 3    | ?                     | 0                     | ?        | 3      |
| E. Kiyokumo  | 17       | 0    | ?                     | 0                     | 17+      | 0      |
| T. Kuwahara  | ?        | 3    | ?                     | 0                     | ?        | 3      |
| Y. Nagai     | 18       | 5    | ?                     | 1                     | 18+      | 6      |
| Y. Okudera   | 18       | 6    | ?                     | 1                     | 18+      | 7      |
| K. Susa      | ?        | 4    | ?                     | 0                     | ?        | 4      |
| T. Takahashi | 9        | 2    | ?                     | 1                     | 9+       | 3      |
| A. Tanabe    | 18       | 2    | ?                     | 1                     | 18+      | 3      |